# Америчка Самоа на Летњим олимпијским играма 1988.
Америчкој Самои је ово било прво учешће на Летњим олимпијским играма. Америчку Самоу, су на Олимпијским играма 1988. у Сеулу представљала шесторица учесника који су се такмичили у 4 индивидуална спорта. Најстарији учесник у екипи био је маратонац Гари Фанели са 37 година и 344 дана, а најмлађи дизач тегова Алесиана Сионе са 22 године и 93 дана.
Олимпијска екипа Америчке Самое је била у групи земаља које нису освојиле ниједну медаљу.
Најбољи пласман остварили су боксери Маселино Масое и Мика Масое који су у категорији до 71 кг и категорији до 81 кг делили 9 место. 

## Учесници по дисциплинама
| Спорт         | Мушкарци | Жене | Укупно |
| ------------- | -------- | ---- | ------ |
| Атлетика      | 1        | 0    | 1      |
| Бокс          | 2        | 0    | 2      |
| Дизање тегова | 2        | 0    | 2      |
| Рвање         | 1        | 0    | 1      |
| Укупно(4)     | 6        | 0    | 6      |

## Атлетика
Мушкарци
| Атлетичар Лични рекорд | Дисциплина | Група    | Група | Четвртфинале | Четвртфинале | Полуфинале | Полуфинале | Финале   | Финале        | Детаљи |
| Атлетичар Лични рекорд | Дисциплина | Резултат | Место | Резултат     | Место        | Резултат   | Место      | Резултат | Место         | Детаљи |
| ---------------------- | ---------- | -------- | ----- | ------------ | ------------ | ---------- | ---------- | -------- | ------------- | ------ |
| Гари Фанели, 2:14:17   | маратон    |          |       |              |              |            |            | 2:25:35  | 51 / 98 (118) |        |

## Бокс
| Боксер         | Дисциплина | Коло 32 такмичара                       | коло 16 такмичара                              | Четвртфинале                                | Полуфинале         | Финале             | Финале   | Детаљи |
| Боксер         | Дисциплина | Противник Резултат                      | Противник Резултат                             | Противник Резултат                          | Противник Резултат | Противник Резултат | Пласман  | Детаљи |
| -------------- | ---------- | --------------------------------------- | ---------------------------------------------- | ------------------------------------------- | ------------------ | ------------------ | -------- | ------ |
| Маселино Масое | -67        | Фриа Доминиканска Република · Поб ТКО-1 | Mohinga Централноафричка Република · Поб ТКО-2 | Гоулд Сједињене Америчке Државе · Пор 0 - 5 | Није се пласирао   | Није се пласирао   | = 9 / 44 |        |
| Мика Масое     | -81        | слободан                                | Мејнард Сједињене Америчке Државе · Пор ТКО-2  | Није се пласирао                            | Није се пласирао   | Није се пласирао   | =9 / 26  |        |

## Дизање тегова

### Мушкарци
| Атлетичари    | Дисциплина | Трзај    | Трзај   | Избачај  | Избачај | Укупно | Пласман | Детаљи |
| Атлетичари    | Дисциплина | Резултат | Пласман | Резултат | Пласман | Укупно | Пласман | Детаљи |
| ------------- | ---------- | -------- | ------- | -------- | ------- | ------ | ------- | ------ |
| Lopesi Faagu  | -82,5 кг   | 90       | 20      | 130      | =17     | 220    | 18 / 22 |        |
| Тауама Тимоти | -110 кг    | 120      | 18      | 140      | 16      | 260    | 16 / 20 |        |

## Рвање

### Слободан стил, мушкарци
| Рвач          | Дисц.   | Коко 32                    | Коло 16                      | Четвртфинале         | Полуфинале           | 1. коло репасажа     | 2. коло репасажа     | Финале               | Плас. | Дет. |
| Рвач          | Дисц.   | Противник Резултат         | Противник Резултат           | Противник Резултат   | Противник Резултат   | Противник Резултат   | Противник Резултат   | Противник Резултат   | Плас. | Дет. |
| ------------- | ------- | -------------------------- | ---------------------------- | -------------------- | -------------------- | -------------------- | -------------------- | -------------------- | ----- | ---- |
| Алесана Сионе | −100 кг | Сар Мауританија · Пор. 0:4 | Роботка · Мађарска · Пор 0:4 | Није се квалификовао | Није се квалификовао | Није се квалификовао | Није се квалификовао | Није се квалификовао | -/ 22 |      |